# Emil Fischer (Sänger)

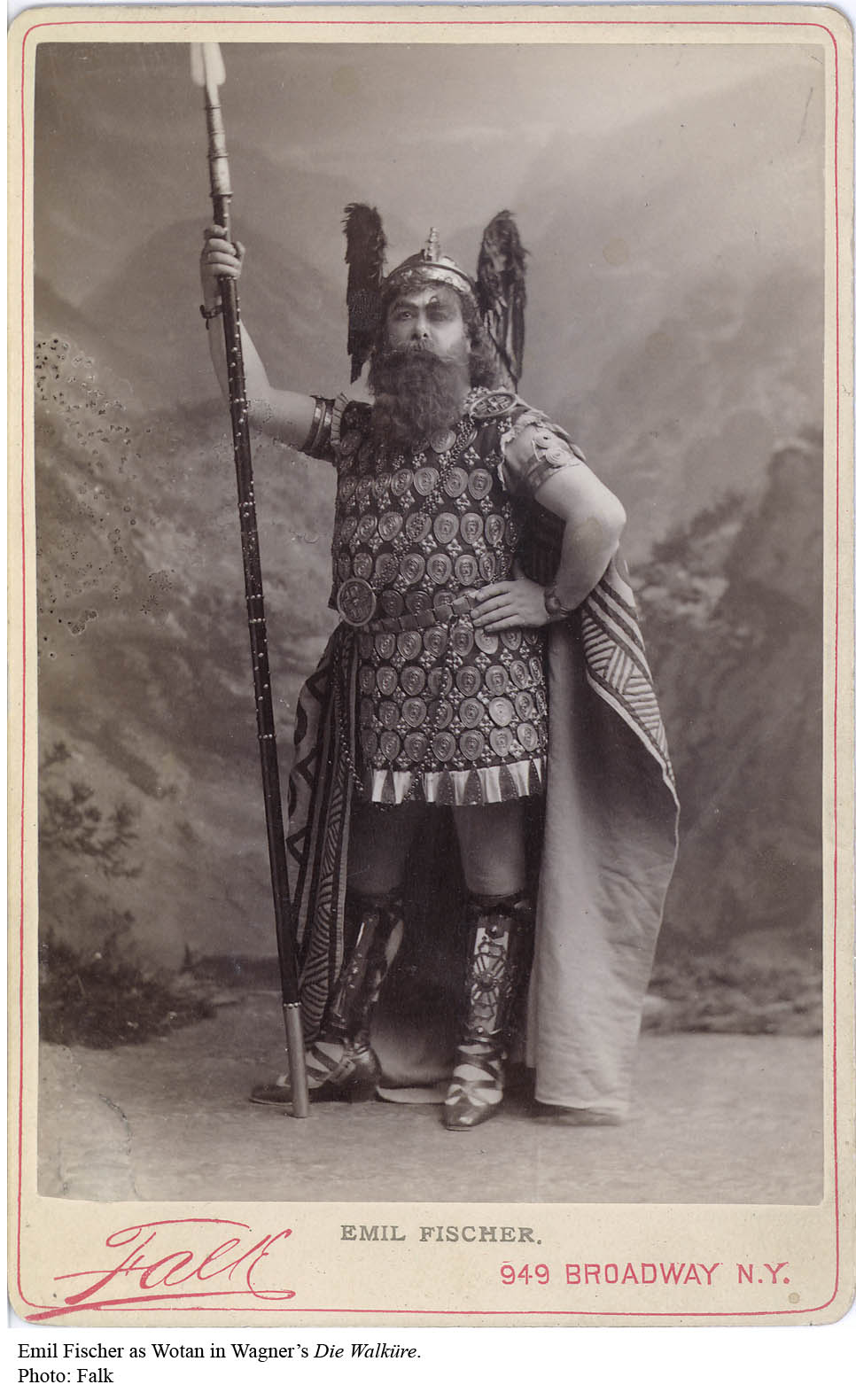
Fischer als Wotan bei der New York premiere von Das Rheingold (1889)

Emil Fischer (* 13. Juni 1838 in Braunschweig; † 11. August 1914 in Hamburg) war ein deutscher Opernsänger der Stimmlagen Bariton und Bassbariton.

## Leben und Wirken
Emil Fischers Eltern waren beide Opernsänger. Sein Vater war der Bassist Friedrich Wilhelm Fischer (1805–1871), seine Mutter die Sopranistin Caroline Fischer-Achten (1806–1896). Seine Gesangsausbildung erhielt Emil Fischer von seinen Eltern. Nachdem er zunächst als Tenor aufgetreten war, wechselte er nach kurzer Zeit in die Stimmlage Bariton und Bass-Bariton und gab sein Debüt 1857 am Grazer Stadttheater als Seneschall in Jean de Paris von Boieldieu. Er sang in Folge am Opernhaus Preßburg, am Stadttheater Stettin und am Hoftheater Braunschweig. Von 1863 bis 1870 war er Direktor des Stadttheaters Danzig, wo er zudem auch als Sänger auftrat. Die gleiche Position übernahm er von 1872 bis 1874 am Stadttheater Straßburg. Weitere Engagements als Sänger folgten am Hoftheater Karlsruhe (1874–1875), an der Deutschen Oper Rotterdam (1875–1880) und an der Hofoper Dresden (1880–1885). Mehrfach gastierte er an der Wiener Hofoper und 1884 als Hans Sachs in Die Meistersinger von Nürnberg am Royal Opera House, Covent Garden.
1885 ging Fischer an die Metropolitan Opera in New York und gab dort sein Debüt als Landgraf in Wagners Tannhäuser. Bis 1891 sang er an der Met als Ensemblemitglied 30 verschiedene Partien in 324 Vorstellungen, darunter verschiedene Erstaufführungen insbesondere von Wagner-Opern. Er sang dort unter anderem an der Seite von Lilli Lehmann, Max Alvary und Marianne Brandt.
Ab 1891 war er in New York als Gesangslehrer tätig und wirkte in der Zeit von 1894 bis 1898 bei Tourneen der Damrosch Opera Company mit. Die Metropolitan Opera ehrte ihn 1907 mit einer Gala-Vorstellung, bei der er Auszüge aus Wagners Meistersingern mit dem „Wahnmonolog“ des Hans Sachs sang.
Tonaufnahmen von Emil Fischer sind nicht erhalten.
Fischer war in erster Ehe mit der Schauspielerin Rosa Götz (1830–1895) verheiratet.

## Repertoire (Auswahl)
- Mephisto in Faust von Charles Gounot
- Ramphis in Aida von Giuseppe Verdi
- Marcel in Die Hugenotten von Giacomo Meyerbeer
- Lysiart in Euryanthe von Carl Maria von Weber
- Abul Hassan in Der Barbier von Bagdad von Peter Cornelius
- Bombardon in Das goldene Kreuz von Ignaz Brüll
- König Salomon in Die Königin von Saba von Karl Goldmark

### Rollen in Wagner-Opern
- König Marke in Tristan und Isolde
- Landgraf in Tannhäuser
- Wotan in Das Rheingold
- Hagen in Götterdämmerung
- Hans Sachs in Die Meistersinger von Nürnberg
- Wanderer in Siegfried